# Ballylooby
Ballylooby (en irlandès Béal Átha Lúbaigh que vol dir "pas del gual de Lúbaigh"), és una vila pertanyent al comtat homònim en la república d'Irlanda. Es troba a la baronia d'Iffa and Offa West, a la parròquia civil de la diòcesi de Waterford i Lismore, a la carretera regional R668 a mig camí entre Cahir i Clogheen. La vila enllaça amb els townlands de Knockannapisha (NE) i Knockane (Puttoge) (SW), separats pel riu Thonnoge.

## Galeria d'imatges

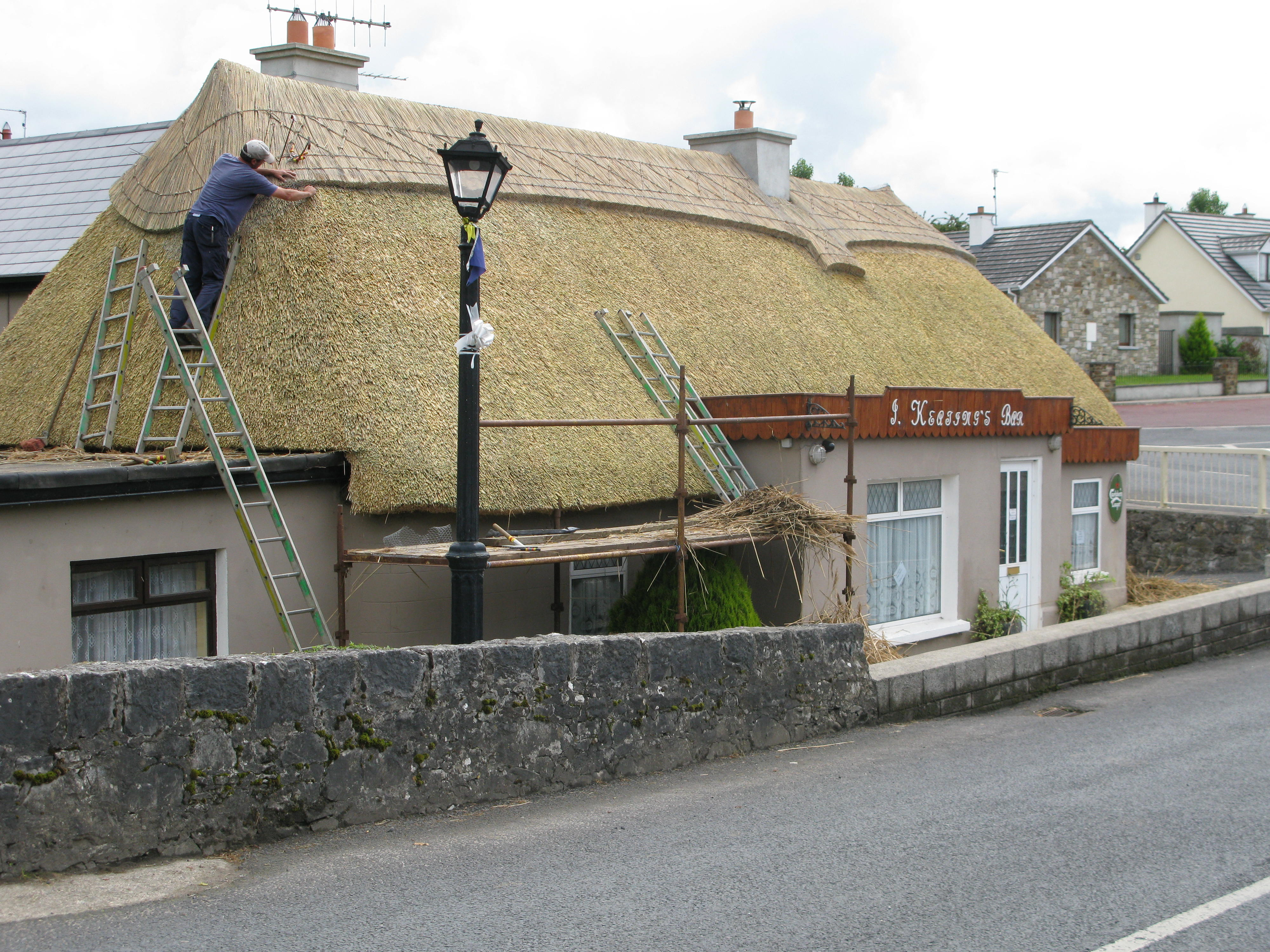
El pub de Keating
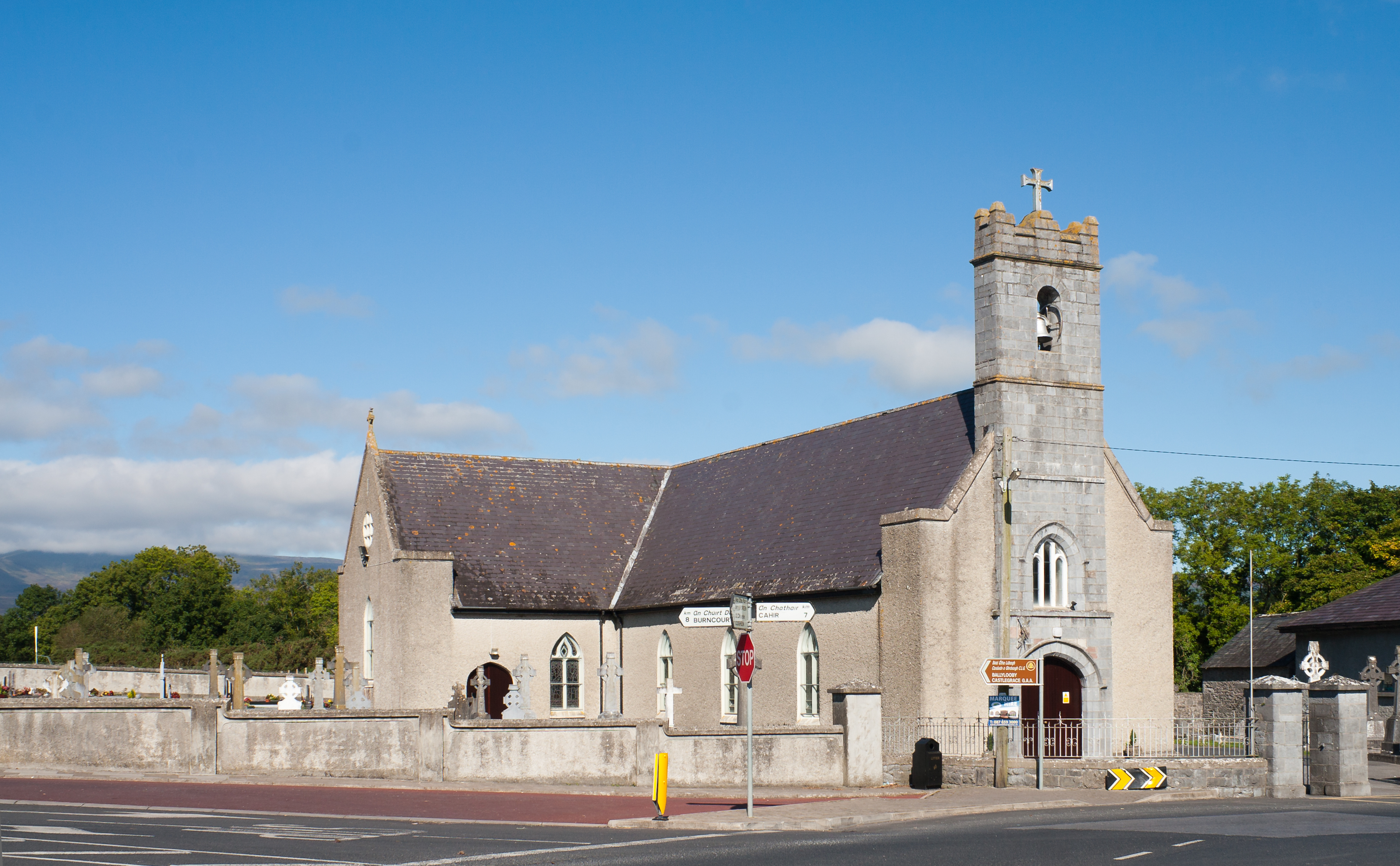
Església de Nostra Senyora i St Kieran

## Personatges il·lustres
- Michael Tierney (1839-1908), sisè bisbe de Hartford (Connecticut), hi va néixer.[3]
- Geoffrey Keating, cronista irlandès.